# Digiday
Digiday es una revista en línea comercial para medios digitales fundada en 2008 por Nick Friese. Tiene su sede en Nueva York, con oficinas en Londres y Tokio.

## Descripción
Digiday proporciona noticias en línea diarias sobre publicidad, publicaciones y medios, y también produce eventos como cumbres de la industria y galas de premios. El fundador Nick Friese creó la publicación en abril de 2008. Con el apoyo de Doug Carlson, director gerente de Zinio, Friese organizó una conferencia sobre publicidad y publicación digital en un hotel de la ciudad de Nueva York. Originalmente llamado DM2 Events (una abreviatura de Digital Media and Marketing Events), a un colega se le ocurrió «Digiday» como una versión más corta del «Digital Day» propuesto por Friese. La empresa depende de una variedad de ofertas para generar ingresos, afirmando que la mitad de sus ingresos proviene de publicidad, contenido de marca, contenido patrocinado y listados de carreras, y la otra mitad proviene de la organización de eventos y la realización de programas de premios. Además, alega que estas fuentes han proporcionado un «crecimiento de los ingresos de dos dígitos» a mediados y finales de la década de 2010. Digiday también tiene una serie de pódcasts que cubre las perspectivas del cliente, la agencia y los medios.
La revista Fortune escribió sobre Digiday: «Es posible que no haya oído hablar de una publicación en línea llamada Digiday, a menos que dedique todo su tiempo a leer sobre la industria de los medios, y específicamente el lado del marketing de la industria de los medios digitales, en cuyo caso probablemente lo lea todo el tiempo». Bloomberg View describe la «serie de Digiday sobre 'confesiones' de expertos en marketing digital» como «una buena fuente de descripciones francas y cínicas, aunque anónimas, de un negocio profundamente disfuncional», por ejemplo, entrevistando a «una excreativa ejecutivo de la agencia que habla sobre los problemas de diversidad que aún afectan a la industria». En febrero de 2015, Fast Company incluyó a Digiday en su lista de «Las 10 empresas más innovadoras del mundo en 2015 en medios», describiendo a la empresa como «un recurso importante y una autoridad en el mundo de los medios digitales» y citando sus «cumbres sobre el futuro de la publicidad digital». De 2008 a 2017, Digiday organizó más de 250 eventos, como la conferencia anual Digiday Mobile celebrada en la ciudad de Nueva York. Digiday también tiene una serie de podcasts que cubre las perspectivas del cliente, la agencia y los medios. En 2018, Digiday provocó controversia con un artículo titulado Why agencies are skipping SXSW this year («Por qué las agencias se saltan SXSW este año»), que fue criticado por figuras de negocios locales por subestimar la relevancia del festival SXSW.

## Otros proyectos
En 2014, Digiday creó What the Fuck is my Twitter Bio? («¿Qué carajo es mi biografía de Twitter?»), un sitio que genera biografías de Twitter absurdas al azar seguidas de comentarios profanos, como una forma de burlarse de la tendencia de los usuarios de Twitter a emplear ciertos tipos de frases de autopromoción.
En mayo de 2016, Digiday lanzó un nuevo sitio web llamado Glossy, dirigido por el personal de Digiday y destinado a brindar cobertura de marcas de moda y lujo, y el impacto de la tecnología en estas áreas, similar a la cobertura de sitios de medios proporcionada por Digiday. Friese declaró que «planea adoptar el mismo enfoque para Glossy que para Digiday», comenzando con informes de noticias y luego expandiéndose a conferencias y otros eventos para generar ingresos.

## Personal
A partir de 2017, el editor en jefe es Brian Morrissey, quien llegó a Digiday desde Adweek en 2011. Josh Sternberg fue editor sénior desde enero de 2012 hasta julio de 2014, cuando dejó Digiday para ocupar un puesto en The Washington Post. En octubre de 2013, Digiday contrató a la gerente de marketing de HBO, Emily Wilcox, como su primera directora de marketing. En septiembre de 2015, Digiday contrató a Paul Kontonis, exvicepresidente senior de estrategia de Collective Digital Studio y presidente de la Asociación Global de Video Online, como su nuevo director de marketing y director de comunicaciones. En septiembre de 2020, el editor en jefe fundador, Brian Morrissey, anunció su salida de la empresa.